# Furgón

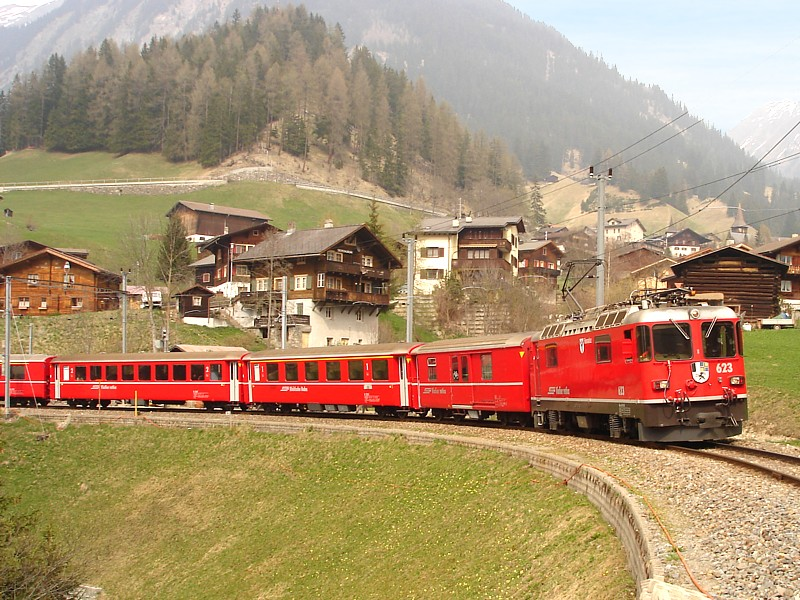
Tren de pasajeros que incorpora un furgón entre la locomotora y los coches de pasajeros

Un furgón es un vehículo ferroviario que acompaña a un tren. Tiene una función diferente al resto de los vehículos del tren, por ejemplo, transportar paquetería en trenes de pasajeros o personas en trenes de mercancías.
Es uno de los tres tipos de remolques ferroviarios, junto al vagón y al coche.
En los primeros tiempos del ferrocarril eran habituales los furgones de frenos, unos vagones especiales localizados en la parte trasera del tren, cuya función era complementar la capacidad de frenado de la locomotora, y poder detener la parte trasera de un tren en el caso de que se soltara accidentalmente algún acoplamiento. 

## Furgones estándar

### Furgones para trenes de pasajeros
Los furgones para trenes de pasajeros sirven para transportar paquetería o correo durante un trayecto. Normalmente son un vehículo completo, aunque en ocasiones el furgón es una parte de un coche de viajeros, parte de un automotor o incluso parte de una locomotora.

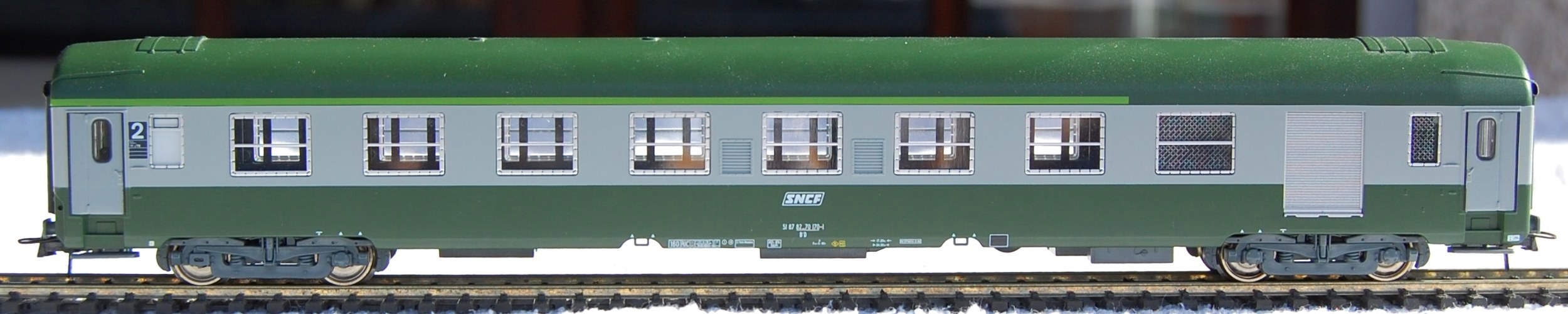
Maqueta de un furgón mixto 2 clase de tipo B7D.

### Furgones para trenes de mercancías
Este tipo de furgón es un vagón de mercancías que sirve de alojamiento del agente de acompañamiento de los trenes de mercancías.
En Estados Unidos el furgón de mercancías, llamado «Caboose», servía sobre todo para vigilar el tren contra los bandidos o los problemas técnicos como la ruptura del enganche.

## Utilización
En la época de las locomotoras de vapor, los dos tipos se utilizaban como amortiguador entre las máquinas, duras y pesadas, y el resto del tren, de madera, en caso de que se produjera una colisión.
Actualmente los furgones para trenes de viajeros han desaparecido de la mayoría de los trenes comerciales y se dedican sobre todo a trenes de pruebas. Los furgones para trenes de mercancías han desaparecido porque ya no es necesario que lleven agente de acompañamiento.

## Furgones especiales

### Furgón calefacción
Los coches de pasajeros de la época del ferrocarril a vapor incorporaban radiadores que funcionaban a base del vapor producido en las locomotoras. La llegada de las locomotoras eléctricas y diésel dejó a los coches sin vapor, por lo que se crearon furgones calefacción que incluían una caldera de vapor para alimentar el resto del tren.
Los nuevos coches ya incorporaban radiadores eléctricos, que recibían electricidad a través de la locomotora. En el caso de las locomotoras diésel se les incluyó un generador eléctrico.

### Furgón generador
Cuando las calefacciones fueron cambiadas por radiadores eléctricos, una gran parte de los furgones fueron transformados en furgones generadores diésel con una gran potencia aparente. La electricidad producida se utiliza para calefacción y servicios en el tren (iluminación, sonido...), cuando la locomotora no proporciona electricidad o la que proporciona no es suficiente.

### Furgón portacoches
Se utilizan en trenes de pasajeros autoexpreso. Alcanzan 160 km/h.

## Ejemplos de furgones

### España
Actualmente en España las ramas Talgo (excepto las serie VII nocturnas) incorporan furgones generadores rotativos continuos trifásicos de 1800 revoluciones/minuto que se activan en líneas no electrificadas o cuando no se puede recibir corriente de la locomotora.